# Valörmåleri

Sommarafton vid Skagens strand (1899) av P S Krøyer är ett exempel på valörmåleri.

Valörmåleri är måleri där samma och närbesläktade färgtoner i olika valörer - grader av ljus och mörker - samspelar. Detta till skillnad från måleri där man istället använder mer varierade färgtoner för att uppnå färgklanger och färgkontraster. Valörmåleri har förekommit sedan slutet av 1500-talet och används både för att skapa en verkan av modellering och för att uppnå effekter av ljusspel och atmosfär.